# Eressa buddha
Eressa buddha är en fjärilsart som beskrevs av Hans Zerny 1931. Eressa buddha ingår i släktet Eressa och familjen björnspinnare. Inga underarter finns listade i Catalogue of Life.